# براعت استهلال
شگرف‌آغازی که قدیمیان علم بدیع آن را براعت استهلال می‌نامیدند یکی از آرایه‌های ادبی است.
شگرف‌آغازی آنست که سخنور یا نویسنده آغاز سروده خود را چنین بنویسد که پیش‌زمینه مطلب اصلی سروده در آن گنجانده شده باشد یعنی خواننده با خواندن چند بیت آغازین شعر به درونمایه اصلی شعر پی ببرد.

## منبع
کزازی، میرجلال‌الدین، زیباشناسی سخن پارسی ۳: بدیع، تهران: کتاب ماد، چاپ دوم، ۱۳۷۳خ.